# Michel Preud'homme
Michel Georges Jean Ghislain Preud'homme (Ougrée, 24 de janeiro de 1959) é um técnico e ex-futebolista belga que atuava como goleiro. Atualmente, é vice-presidente e diretor esportivo do Standard de Liège.
Defendeu sempre a camisa 1 tanto nos clubes que passou, como na Seleção Nacional. É considerado um dos melhores goleiros da história do futebol.

## Carreira
“Tenho pena de não ter sido campeão pelo Benfica. ”

— Preud'homme lamentando nunca ter sido campeão com os "Encarnados".
Preud'homme chegou ao Standard de Liège com apenas 10 anos e lá fez toda a sua formação de jogador, chegando a equipe profissional na temporada 1977–78, jogando a serviço do Standard. Ele foi bicampeão belga (1981–1982 e 1982–1983). No ano de 1986, o goleiro transferiu-se para o KV Mechelen, clube onde viria a conquistar o seu grande título europeu: a Taça dos Clubes Vencedores de Taças na temporada 1987–88 com a vitória por 1 a 0 contra o Ajax. Após a Copa do Mundo de 1994, onde se destacou fazendo defesas importantes, e chegando a tentar marcar um gol para salvar o seu time da eliminação contra a Alemanha, Michel transferiu-se para Portugal, mais precisamente para o Benfica pela mão do presidente Manuel Damásio. O goleiro foi um jogador que marcou a história do clube sendo mesmo acarinhado pelos torcedores como Saint Michel pelas suas defesas difíceis e pelas vitórias que segurou nas mãos, venceu a Taça de Portugal na temporada 1995–1996.

### Seleção Belga
Pela Seleção da Bélgica, Preud'homme contabilizou 58 partidas, entre 1978 e 1995, estreando num empate contra a República Democrática Alemã em abril de 1978, mas não esteve presente no Campeonato Europeu de Futebol de 1984 e na Copa do Mundo FIFA de 1986 devido a problemas que o deixaram fora das convocações. O ponto alto da sua carreira internacional pela Seleção foi a Copa do Mundo de 1994, onde após fazer uma boa fase de grupos, Preud'homme (que chegou a deixar sua grande área para tentar marcar um gol) e seus companheiros de time foram eliminados nas oitavas-de-final pela poderosa Alemanha. Apesar disso, ele conquistou o Troféu Lev Yashin de melhor goleiro da Copa.

### Despedida
Preud'homme retirou-se do futebol em 1999, com 40 anos de idade, num amistoso contra o Bayern de Munique onde foi substituído por Carlos Bossio. Os 80.000 torcedores que enchiam o Estádio da Luz esqueceram do jogo que prosseguia para aplaudir de pé e aclamar Preud'homme, enquanto ele dava uma volta olímpica no estádio com a sua mulher e filhos. Era o fim de sua vitoriosa carreira.

## Pós-aposentadoria
Ainda no Benfica, Preud'homme assumiu, a convite do presidente João Vale e Azevedo, o cargo de Diretor de Relações Internacionais. Em 2000, partiu de novo para o Standard Liège, clube do coração onde desempenhou o cargo de treinador e diretor desportivo. Depois foi treinador do Standard, onde em agosto de 2006, substituiu Johan Boskamp. Conduziu a equipe ao título na edição de 2007–08 do Campeonato Belga, encerrando um jejum de 25 anos do Standard (e de uma equipe da Valônia, a parte francófona e menos representada no Campeonato da Bélgica).
Michel treinou o Gent e também foi sondado pelo Porto como sucessor de Jesualdo Ferreira. No dia 24 de maio foi anunciado como novo treinador do Twente, sucedendo o inglês Steve McClaren. Em junho de 2011 acertou com o Al Shabab, da Arábia Saudita. Em setembro de 2013, após a demissão de Juan Carlos Garrido, assumiu a equipe do Brugge, da Bélgica.

## Carreira
- 2010–11- Al Shabab - Treinador (desde 13 de junho de 2011)
- 2009–10 a 2010–11 - Twente - Treinador (de 23 de maio de 2010 até 13 de junho de 2011)
- 2007–08 a 2009–10 - Gent - Treinador (de 27 de maio de 2008 até 22 de maio de 2010)
- 2006–07 a 2007–08 - Standard de Liège - Treinador (de 30 de agosto de 2006 até 26 de maio de 2008)
- 2002–03  a 2005–06 - Standard de Liège - Diretor esportivo
- 2000–01 a 2001–02 - Standard de Liège - Treinador
- 1999–00 - Benfica - Diretor de Relações Internacionais

Fim da carreira como jogador profissional
- 1994–95 a 1998–99 - Benfica - 199 Jogos / 41 gols sofridos
- 1986–87 a 1993–94 - KV Mechelen
- 1977–78 a 1985–86 - Standard de Liège
- 1969 a 1977 - "Formação" - Standard de Liège

## Títulos

### Como jogador
Standard Liège
- Campeonato Belga: 1981–82 e 1982–83
- Copa da Bélgica: 1980–81
- Supercopa da Bélgica: 1981, 1983

KV Mechelen
- Campeonato Belga: 1987–88
- Copa da Bélgica: 1986–87
- Recopa Europeia: 1987–88
- Supercopa da UEFA: 1988

Benfica
- Taça de Portugal: 1995–96

#### Prêmios individuais
- Goleiro belga do Ano: 1988, 1989, 1990, 1991 e 1994 (KV Mechelen)
- Chuteira de Ouro da Bélgica: 1987 e 1989
- Goleiro do ano da UEFA: 1994
- Melhor Goleiro do Mundo IFFHS: 1994
- Troféu Lev Yashin: 1994

### Como técnico
Standard Liège
- Campeonato Belga: 2007–08

Gent
- Copa da Bélgica: 2009–10

Twente
- Copa Johan Cruyff: 2010
- Copa KNVB: 2011

Al Shabab
- Campeonato Saudita: 2011–12

Brugge
- Campeonato Belga: 2015–16
- Copa da Bélgica: 2014–15
- Supercopa da Bélgica: 2016

#### Prêmios individuais
Twente
- Treinador do Ano da Eredivisie: 2010–11
- Treinador do Ano: 2007–08, 2014–15, 2015–16
- Prêmio Guy Thys: 2012
- Treinador do Ano da Arábia Saudita: 2012